# 溫斯洛鎮區 (伊利諾伊州斯蒂芬森縣)
溫斯洛鎮區（英語：Winslow Township）是位於美國伊利諾伊州斯蒂芬森縣的一個行政鎮區。

## 地方資料
根據2010年美國人口普查的數據，溫斯洛鎮區的面積為74.50平方千米，當中陸地面積為74.50平方千米，而水域面積為0.00平方千米。當地共有人口614人，而人口密度為每平方千米8.24人。